# Blossom Dearie
Blossom Dearie (28 de abril de 1924 - 7 de febrero de 2009) fue una cantante de jazz y pianista estadounidense. Encuadrada en el bebop, Dearie se caracterizaba por una «distinguida voz aniñada».

## Los inicios
Dearie nació en East Dirham, Nueva York, Estados Unidos. De niña estudió piano clásico, pero lo cambió por el jazz en la adolescencia. Al acabar los estudios secundarios, Dearie se mudó a Nueva York, para continuar su carrera musical. Aquí comenzó a cantar en grupos como los Blue Flames (con la Woody Herman Orchestra) y los Blue Reys (con Alvino Rey's band), antes de iniciar su carrera en solitario.
En 1952 se mudó a París, donde formó un grupo vocal, The Blue Stars. En 1954 el grupo consiguió un hit en Francia con la versión francesa de "Lullaby of Birland". The Blue Stars más tarde se convertirían en los Swingle Singers. Durante su estancia en París, conoció al que sería su marido, el flautista y saxofonista belga Bobby Jaspar. En su primer disco en solitario, publicado dos años más tarde, Dearie toca el piano, pero no canta.
Una de las canciones más conocidas de esta etapa es “The Riviera”, escrita por Cy Coleman y Joseph McCarty Jr. en 1956.

## Finales de los 50 y los 60
En esta etapa, después de regresar de Francia, Dearie grabó sus primeros seis discos en América como cantante solista y pianista para el sello Verve Records la mayoría con un pequeño trío o cuarteto. Dave Garroway, presentador del programa Today, y uno de los primeros seguidores de Dearie, la invitó en varias ocasiones a su programa, facilitando así su difusión al público general. En 1962, graba una canción para un anuncio de radio para la cerveza "Hires Root". Como todo el mundo debe saber, el LP Blossom Dearie Sings Rootin' Songs fue lanzado como un objeto codiciado que podía ser encargado por el precio de un dólar y una prueba de compra.
En 1964, Dearie grabó su disco más conocido para el sello Capitol Records May I Come In?, grabado, inusualmente en ella, con una orquesta. Durante este mismo periodo Dearie interpretó frecuentemente en clubs donde pulió su estilo característico. En 1966, hizo su primera aparición pública en el londinense club Ronnie Scott's, donde pronto se convirtió en un número muy aclamado por el público. Grabó cuatro discos en Inglaterra, pulicados por el sello Fontana en los años 60.

## Desde los 70 en adelante
En 1974, Dearie fundó su propio sello, Daffodil Records, que le permitió controlar totalmente la grabación y distribución de sus discos. Blossom apareció por televisión durante toda su carrera, especialmente con canciones para series educativas para niños, como Schoolhouse Rock! Muchas de sus intervenciones en estas series fueron compuestas por su buen amigo Bob Dorough, compositor y cantante de jazz. Se puede oír su voz en “Mother Necessity”, “Figure Eight” y “Unpack Your Adjectives”
Su voz peculiar y sus canciones fueron incluidas en las bandas sonoras de muchas películas como Kissing Jessica Stein, Mi vida sin mí, Una historia de Brooklyn y The Adventures of Felix. También grabó con algunos músicos, entre ellos Bob Dorough y Lyle Lovett.
Dearie continuó tocando y cantando en clubs. Como una de las últimas cantantes de clubs, siguió cantando y tocando en algunos números regulares en Londres y Nueva York, hasta el 2006.

## Curiosidades
- En mayo de 2007, Kylie Minogue dijo que Blossom Dearie ha sido inspiración en algunas canciones de su último álbum.[2]

## Discografía

### EmArcy/Mercury Records
- The Blue Stars of France: Lullaby In Birdland and Other Famous Hits (1954) (Con el grupo vocal The Blue Stars )

### Barclay Records
- Blossom Dearie Plays "April in Paris" (1956) (solo piano)

### Verve Records
- Blossom Dearie (1957)
- Give Him the Ooh-La-La (1957)
- Once Upon a Summertime (1958)
- Blossom Dearie Sings Comden and Green (1959)
- My Gentleman Friend (1959)
- Soubrette Sings Broadway Hit Songs (1960)

### Hires Root Beer/DIW Records
- Blossom Dearie Sings Rootin' Songs (1963)

### Capitol Records
- May I Come In? (1964)

### Fontana Records
- Blossom Time at Ronnie Scott's (1966) (en directo)
- Sweet Blossom Dearie (1967) (en directo)
- Soon It's Gonna Rain (1967)
- That's Just the Way I Want to Be (1970)

### Daffodil Records
- Blossom Dearie Sings (1974)
- 1975: From The Meticulous to the Sublime (1975)
- My New Celebrity is You (1976)
- Winchester in Apple Blossom Time (1977)
- Needlepoint Magic (1979) (en directo)
- Simply (1983)
- Positively (1983)
- Et Tu Bruce (1984) (en directo)
- Chez Wahlberg: Part One (1985)
- Songs of Chelsea (1987)
- Tweedledum & Tweedledee (Two People Who Resemble Each Other, In This Case Musically) (1991) (con Mike Renzi)
- Christmas Spice So Very Nice (1991)
- Our Favorite Songs (1996) (recopilatorio)
- I'm Hip (1998) (recopilatorio)
- Blossom's Planet (2000)
- "It's Alright to Be Afraid" (2003) (single)

### EMI albums
- Me and Phil (1994)

### Colaboraciones con otros artistas
- Alan Jay Lerner Revisited
- Arthur Schwartz Revisited
- Cole Porter Revisited Volume IV
- DeSylva, Brown & Henderson Revisited Volume I
- Frank Loesser Revisited
- Harold Arlen Revisited
- Harold Arlen & Vernon Duke Revisited Volume II
- Ira Gershwin Revisited
- Irving Berlin Revisited
- Kurt Weill Revisited Volume II
- Oscar Hammerstein Revisited
- Rodgers & Hart Revisited Volume II
- Rodgers & Hart Revisited Volume III
- Rodgers & Hart Revisited Volume IV
- Unpublished Cole Porter Volume II
- Vernon Duke Revisited
- Vincent Youmans Revisited
- Hold On To Your Hats (Complete Score)